# Pluherlin
Pluherlin (Gallo Plélein, bretonisch Pluhernin) ist eine französische Gemeinde mit 1.515 Einwohnern (Stand 1. Januar 2022) im Département Morbihan in der Region Bretagne.

## Geografie
Pluherlin liegt rund 30 Kilometer östlich von Vannes im Südosten des Départements Morbihan.
Nachbargemeinden sind Pleucadeuc im Norden, Saint-Congard im Nordosten, Saint-Gravé im Osten, Malansac und Rochefort-en-Terre im Südosten, Questembert im Südwesten sowie Molac im Westen. 

## Bevölkerungsentwicklung
| Jahr                       | 1962 | 1968 | 1975 | 1982 | 1990 | 1999 | 2006 | 2012 | 2019 |
| Einwohner                  | 1327 | 1225 | 1184 | 1172 | 1197 | 1098 | 1224 | 1402 | 1532 |
| Quellen: Cassini und INSEE |      |      |      |      |      |      |      |      |      |

## Baudenkmäler
- Kirche Saint-Gentien

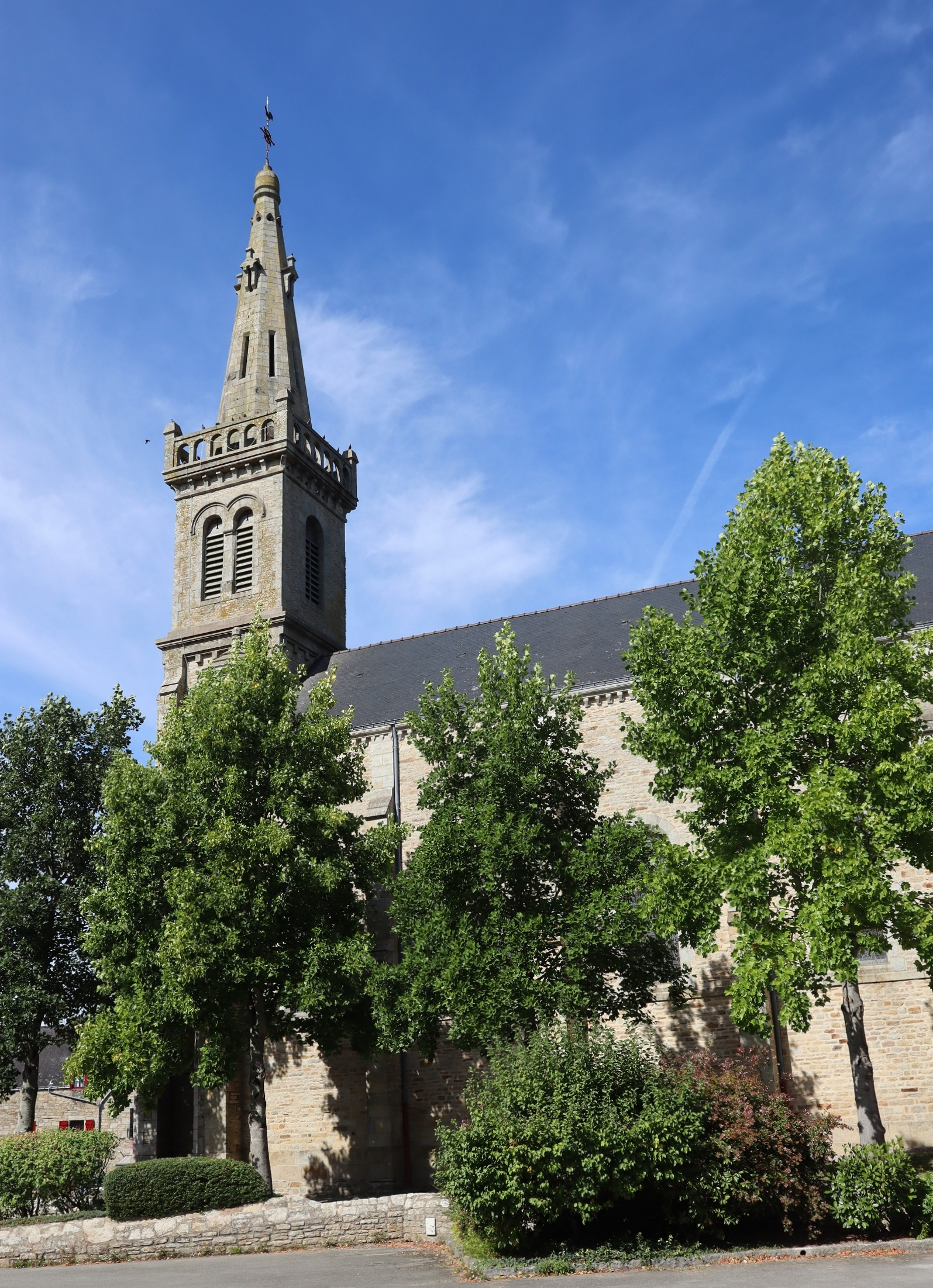
Kirche Saint-Gentien

Der 1886 als Monument historique eingestufte Menhir de la pierre Longue ist 5,2 m hoch und 2,15 m breit. Nach seinem Sturz im Jahr 1987 wurde er restauriert.